# Saudi Aramco
Saudi Aramco (arabsko أرامكو السعودية ʾArāmkō s-Saʿūdiyyah), uradno Saudi Arabian Oil Company, tudi samo Aramco (v preteklosti  Arabian-American Oil Company) je veliko naftnoplinsko podjetje Saudove Arabije. Podjetje je v državni lasti in velja za največjega proizvajalca nafte na svetu. Sedež podjetja je v DhahranuVrednost podjetja je ocenjena na od US$1,25- 7 bilijonov , kar ga uvršča med najbolj vredno podjetje na svetu. 
Leta 2013 je podjetje proizvedlo 3,4 miljard sodčkov nafte (540 000 000 m3) in ima za okrog 260 miljard sodčkov rezerv (4,1×1010 m3).
Aramco operira z največjim naftnim poljem na svetu Gavar in največjim odobalnim (podmorskim) naftnim poljem Safanija.